# Stanley Jaki
Stanley Jaki (eigenlijk Szaniszló László Jáki, Győr, 17 augustus 1924 – Madrid, 7 april 2009) was een Hongaars rooms-katholiek geestelijke en fysicus.
Jaki was een benedictijn. Hij behaalde een doctoraat in de fysica aan de Fordham University (1958), waar hij studeerde onder Nobelprijswinnaar Victor Hess, de mede-ontdekker van de kosmische stralingen. Daarna deed hij nog onderzoek in de wetenschapsfilosofie aan de Stanford University, Berkeley, Princeton University en het Institute for Advanced Study in Princeton. Sinds 1975 doceerde hij fysica aan de Seton Hall University van New Jersey. 
Pater Jaki schreef meerdere boeken over de verhouding tussen de moderne wetenschap en het christendom. In 1987 kreeg hij de belangrijke Templetonprijs voor het bevorderen van de verstandhouding tussen wetenschap en religie. 
Jaki was een der eersten die aantoonde dat de Onvolledigheidsstellingen van Gödel gebruikt kunnen worden in de Theorie van alles in de theoretische natuurkunde. Gödels theorema stelt dat elke wiskundige theorie die  basisstellingen van de getaltheorie bevat, ofwel onvolledig ofwel inconsistent is. Vermits elke theorie van alles zeker consistent is, moet zij ofwel onvolledig ofwel onbekwaam zijn om de basisstellingen van de integraalleer te bewijzen. 
Jaki overleed in april 2009 aan de gevolgen van een hartaanval.